# Đông Các
Đông Các là một xã thuộc huyện Đông Hưng, tỉnh Thái Bình, Việt Nam.

## Diện tích và dân số
Xã Đông Các có diện tích 3,89 km². Theo Tổng điều tra dân số năm 1999, xã Đông Các có số dân 7.260 người.

## Địa giới hành chính
Xã Đông Các nằm ở phần trung tâm của huyện Đông Hưng, bên bờ nam sông Tiên Hưng.
- Phía đông giáp xã Hà Giang;
- Phía nam giáp xã Đông Động;
- Phía tây giáp xã Đông Hợp;
- Phía bắc giáp xã Đông La.

## Giao thông
Quốc lộ 10 đi ngang qua phía tây nam của xã.